# 希皮奧內爪龍屬
希皮奥内爪龍屬（學名：Scipionyx）是獸腳亞目恐龍的一屬，體型非常小型，生存於下白堊紀的義大利，約1億1300萬年前。希皮奥内爪龍只有一組骨骼被發現，而且連同軟組織及內臟被保存下來。牠的化石是一個只有幾吋長的幼年個體。成年個體被估計可以有2米長。
希皮奥内爪龍的學名是由拉丁文的「Scipio」及希臘文的「onyx」組合而來，意思是「Scipione Breislak的爪」，是以首位研究這個化石所在地層的地質學家為名。種小名的samniticus是以義大利北部的薩姆奈特來命名。
在1981年春天，業餘古生物學家Giovanni Todesco在距離那不勒斯約50通里的Pietraroja附近發，現棒爪龍的化石。這些化石保存在Pietraroia石灰岩層，化石保存得非常原好。Todesco認為這些骨骸是屬於鳥類的，不過他並不知道這些化石的重要性，並將化石存放在自家倉庫。直至1992年，里斯提亞諾·達魯·沙索（Cristiano dal Sasso）與Marco Signore與他會面後，才確定這是義大利的第一類恐龍。最初一些雜誌給牠取了一個匿名「Ciro」，是一個常見的那不勒斯名稱。在1998年，棒爪龍登上了《自然》雜誌的封面。

## 分類

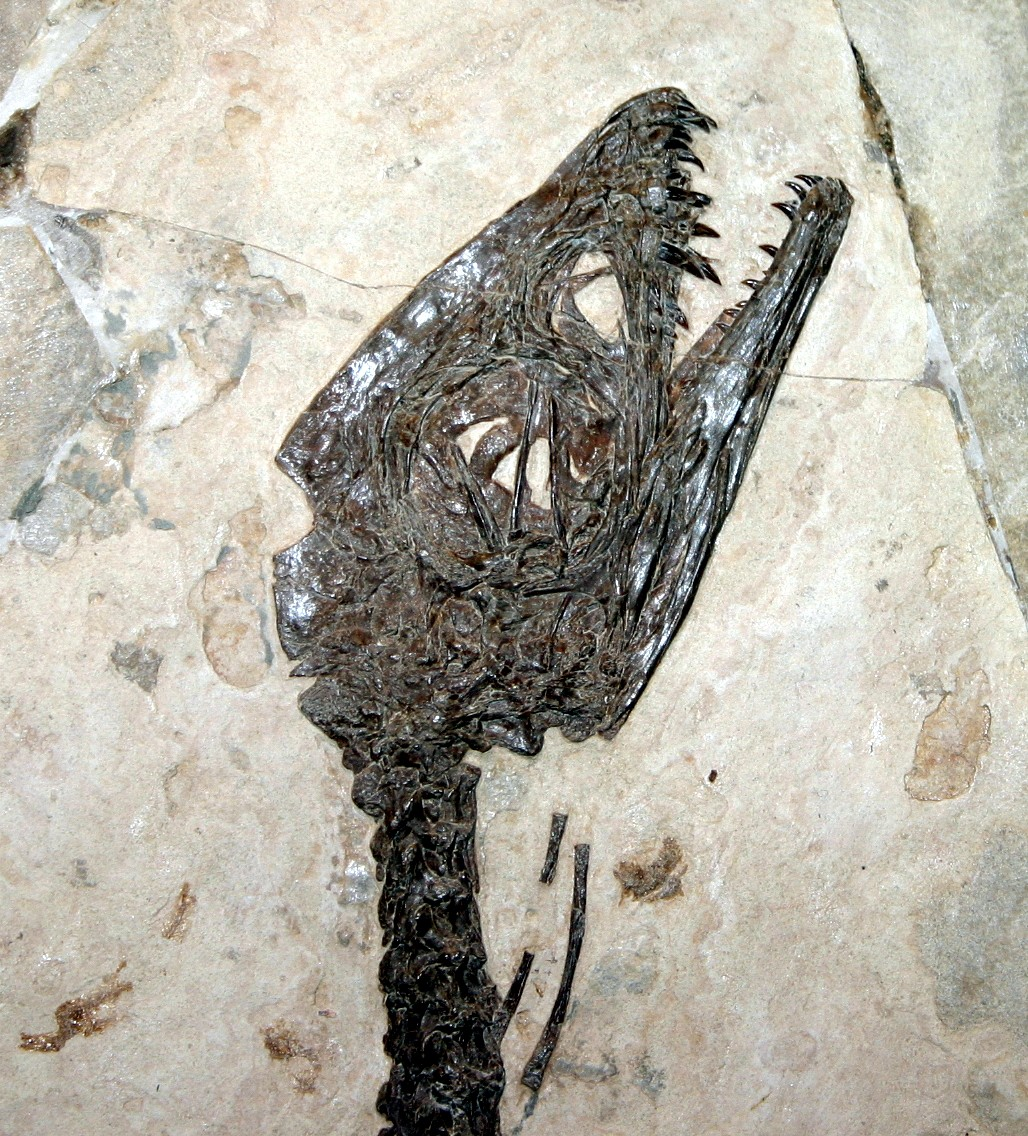
棒爪龍的頭部特寫 - 義大利米蘭市立自然歷史博物館

棒爪龍被分類在獸腳亞目的虛骨龍類。由於目前只有發現幼年個體的骨骸，不能做出更準確的分類。虛骨龍類的特徵包括特長的薦骨、尾巴向末端方向逐漸硬挺、及弓型的尺骨等。虛骨龍類的脛骨較股骨長。化石證據顯示大部份虛骨龍類都可能是有羽毛的。
2021年意大利古生物學家Andrea Cau提出棒爪龍為鯊齒龍類的幼年個體。

## 古生物學
經過漫長、不順利的檢驗後，棒爪龍被發現保存其化石化的內臟，所以被認為是最重要的脊椎動物發現之一。部份氣管、小腸、肝臟及肌肉都被保存在石灰岩中。這個標本的肝臟甚至保存了形狀及顏色。在發現這個標本前，古動物學家只能估計恐龍的內臟位置，而這標本則提供了明確的位置。棒爪龍的小腸總長度比估計的為短，顯示牠們處理食物的過程很有效率。
棒爪龍被認為是生存在鄰近淺潟湖的地帶，因為這些地帶的水體多是缺氧的，才可以完整地保存這個化石，如同德國的始祖鳥標本。

## 外部連結
- "Baby dinosaur from Italy with guts preserved",  （页面存档备份，存于）